# Château de Ripaille
Pour les articles homonymes, voir Ripaille.
Le château de Ripaille est un ancien manoir de la fin du XIIIe siècle ou du début du XIVe siècle qui se dresse sur le territoire de la commune de Thonon-les-Bains, une commune française dans le département de la Haute-Savoie en région Auvergne-Rhône-Alpes.

## Situation
Le château est situé au bord du Léman, juste au nord de la Ville de Thonon. Le domaine est bordé au nord par la marina de Port-Ripaille, à l’est par la zone industrielle de Vongy, au sud par l’agglomération de Thonon, et à l’ouest par le Lac.

## Historique
Le château de Ripaille est souvent confondu avec le château de Thonon, détruit au XVIIe siècle, qui fut de 1411 à la fin du XVe siècle une des principales résidences de la maison de Savoie. Ce château occupait approximativement l’espace situé entre le château de Sonnaz (de 1666) et la chapelle Saint-Bon (du XIe siècle).
Le château de Ripaille, construit à partir du milieu du XIVe siècle, est à l’origine un manoir, pavillon en bois sur un soubassement de pierre, au milieu d’une réserve de chasse.
Amédée V de Savoie y aurait séjourné en 1293 après la conclusion du traité de Saint-Jean-de-Moirans.
Bonne de Bourbon le fait agrandir entre 1371 et 1388 et le transforme en maison de plaisance. Son fils Amédée VII y meurt en 1391. Constamment remanié et agrandi, notamment par l’adjonction en 1410 par Amédée VIII du prieuré des augustins de Ripaille, ordre à qui il cède sa maison et son manoir avec toutes ses dépendances. En 1417 le pape Martin V consacre le couvent placé sous le vocable de Notre-Dame et de Saint-Maurice, qui est doté d’un revenu de mille florins d’or pour l’entretien d’un prieur et de quatorze religieux. En 1434 Amédée VIII s'y retire avec six de ses compagnons, dont Louis de Chevelu, qui y fonderont l’ordre de Saint-Maurice.
L'invasion du Chablais par les Bernois en 1536 marque la fin du monastère des augustins. Emmanuel Philibert relève le château en 1579 et en fait une place forte, travaux que compléteront Charles Emmanuel. En 1589 l'invasion genevoise oblige la garnison de Ripaille à la capitulation. Les vainqueurs rasent l'enceinte et détruisent bon nombre de bâtiments. Ils en seront chassés en 1590 par les troupes savoyardes.
Charles Emmanuel en 1624 y constitue la chartreuse de Ripaille en l'unissant avec le couvent de Vallon. À la Révolution, les chartreux doivent abandonner le monastère en 1793, ils se retirent alors en Suisse. Les bâtiments sont vendus en 1795 comme bien nationaux à monsieur Amand qui les cédera à monsieur Tillot qui lui-même les vend en 1809 au général comte Pierre Louis Dupas.
Acquis à la fin du XIXe siècle par Frédéric Engel-Gros, de Mulhouse, patron des usines textiles DMC, il fut remanié, l'extérieur en style Renaissance, l’intérieur en style Art nouveau. Son fils André Engel créa sur le domaine l’arboretum, planté en 1930, il fut endommagé par la tempête de 1999.
Les descendants, les Necker-Engel, de la famille du ministre des Finances de Louis XVI, sont toujours propriétaires d’une grande partie de Ripaille. En 1976 Madame Harold Necker, aidée des pouvoirs publics, créa la Fondation Ripaille pour conserver et mettre en valeur ce patrimoine.
Autour du château, se trouve un important domaine viticole de 22 hectares, produisant un vin blanc très apprécié, Le Ripaille, ainsi qu'une forêt de 53 hectares entretenue conjointement avec la ville de Thonon-les-Bains qui en possède une partie.
Le monument des Justes parmi les nations de France a été inauguré dans la clairière de Ripaille par le président de la République Jacques Chirac le 2 novembre 1997. Situé entre la forêt et l’arboretum, le Mémorial des Justes commémore le courage de 2 740 Français ayant sauvé des Juifs d’une mort certaine durant la Seconde Guerre mondiale et invite au devoir de mémoire.
Selon la légende, l'expression « faire ripaille » trouverait ici son origine : les ducs de Savoie, un temps propriétaires de ce qui fut un grand domaine de chasse, auraient eu l'habitude d’y festoyer. L'anecdote est trop belle : l’expression « faire ripaille » est attestée dans les textes plusieurs décennies avant la construction du premier pavillon. Le nom de Ripaille dérive par ailleurs du terme « rispe », broussailles ou encore « landes ». Le lien avec le château vient du lieu lui-même qui, avant la construction, était une lande recouverte de broussailles.

## Protection
Le château fait l'objet d'une inscription au titre des monuments historiques depuis le 11 juillet 1942.
Le pavillon d'entrée, la tour Bonne de Bourbon, le pavillon et la cellule des Chartreux, les bâtiments dits le Prieuré et Saint-Michel, le sol de la cour d'honneur, les bâtiments ruraux de l'ancienne chartreuse (moulin, fenière, buanderie, porcherie, ferme, grange, forge, chenil), la tour du Noyer et le bastion du mur d'enceinte font l’objet d’une inscription au titre des monuments historiques depuis le 19 novembre 1991.
L'arrêté d'inscription du 20 mars 2025 se substitue aux deux précédents pour protéger le domaine de Ripaille en totalité, ainsi que les édifices historiques construits sur ses parcelles.

## Description

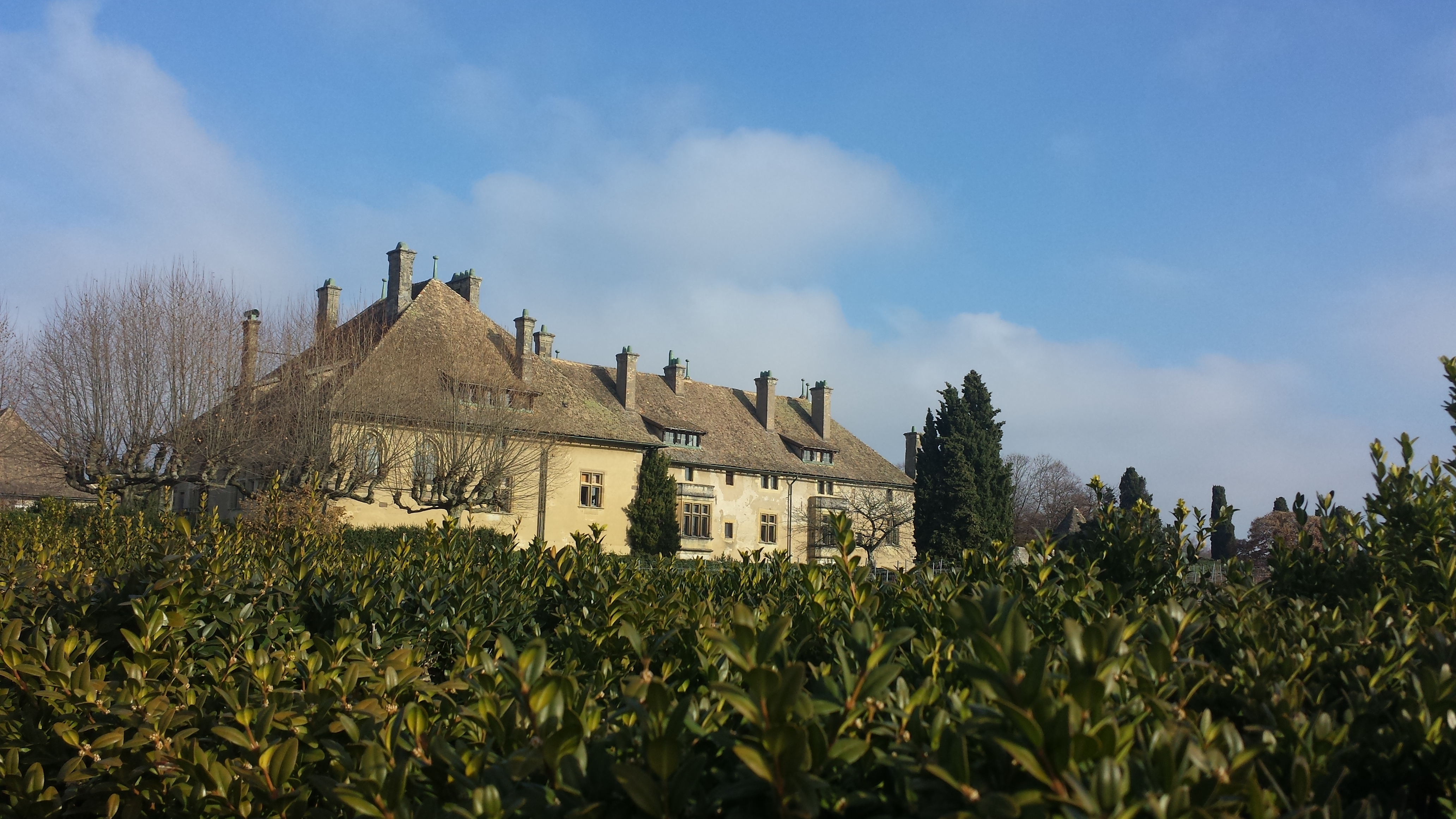
Vue sur le château de Ripaille.
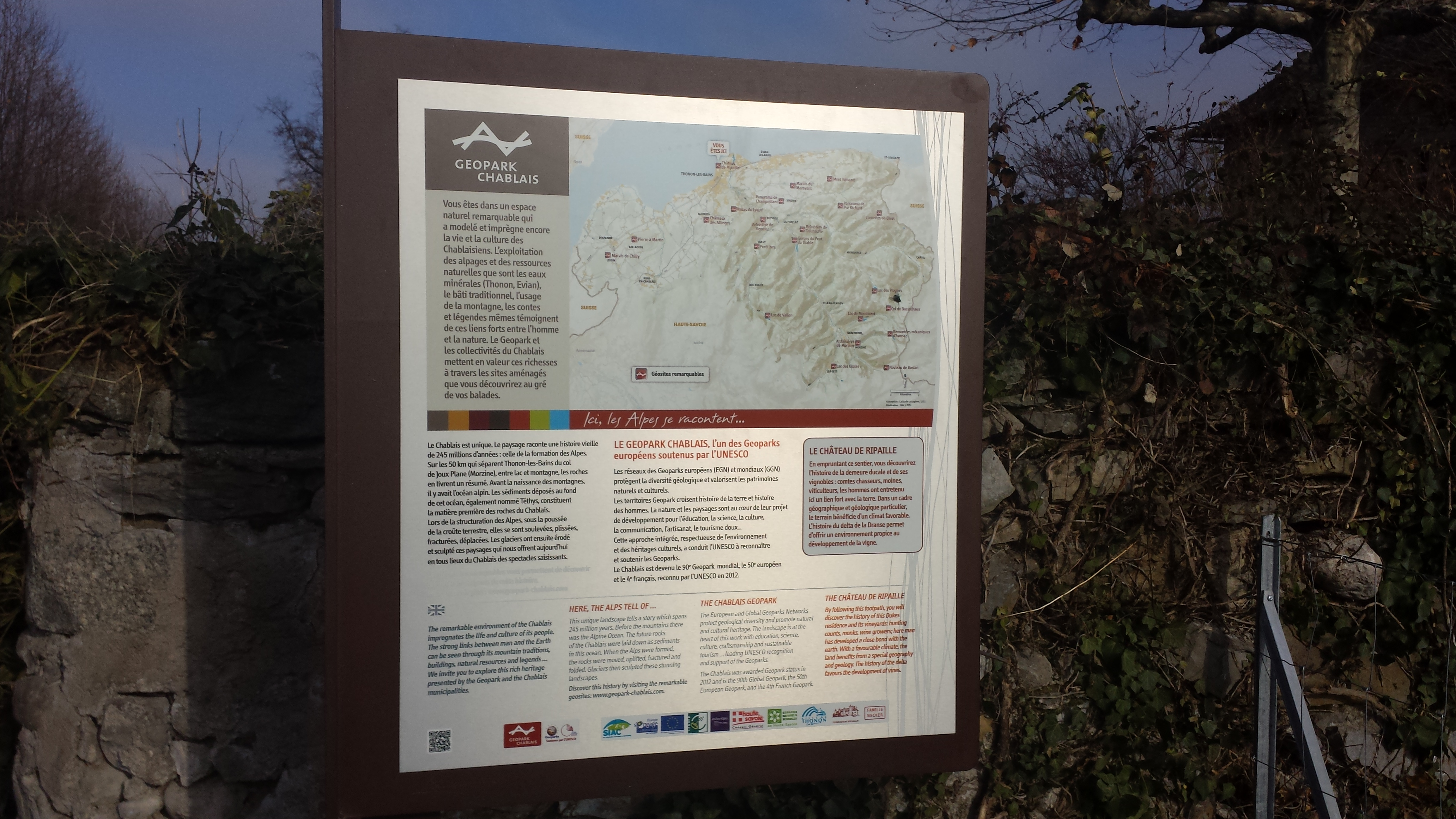
Panneau d'information devant l'entrée du château de Ripaille.
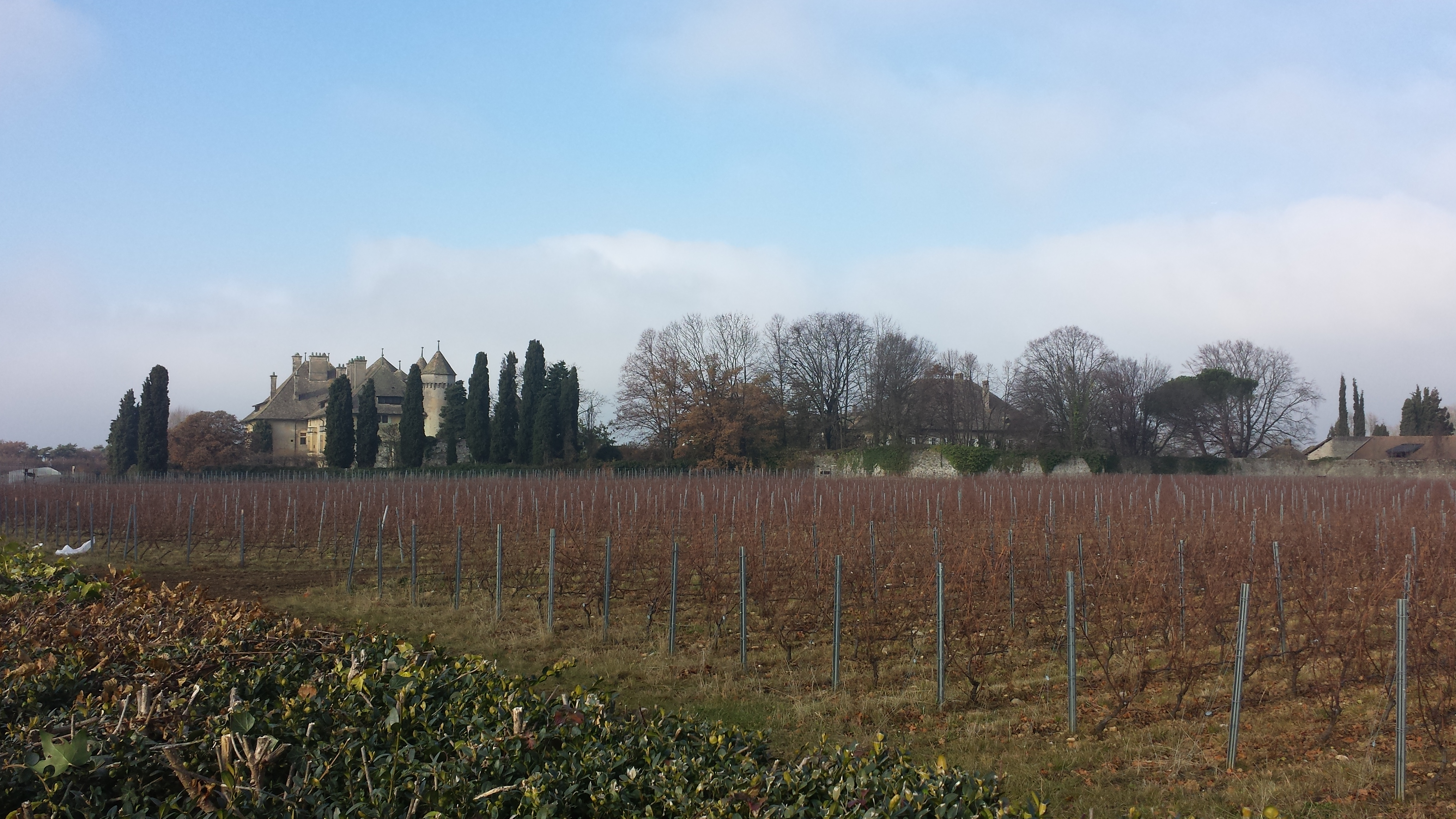
Les vignes du château de Ripaille en décembre.

## Dans la culture
Henri Kling compose en 1875 un opéra en 3 actes, Le Castel de Ripaille.
En 1973, la chanteuse Nicoletta, native de Vongy, près de Thonon-Les-Bains, consacre une chanson, intitulée Ripaille, au château.
Le château a accueilli à plusieurs reprises la troupe de théâtre semi-professionnelle basée à Thonon-les-Bains « la Compagnie du Graal ». Elle y joue des adaptations son et lumière de Roméo et Juliette en 2006, les Trois Mousquetaires en 2007 et 2015, la création originale Hypérion en 2012 et le spectacle en tournée la Flûte enchantée en 2014.[réf. nécessaire]